# تساغکاشات
تساغکاشات (به ارمنی: Ծաղկաշատ) یک شهر در ارمنستان است که در استان لوری واقع شده‌است.  در  کیلومتری شمال وانادزور، مرکز استان لوری واقع شده است.

## خصوصیات
تساغکاشات  ۲۷۳ نفر 
جمعیت دارد و در ارتفاع  متر بالاتر از سطح دریا قرار گرفته است.